# Jitka Navrátilová
 Jitka Řenčová Navrátilová (* 19. září 1976 Jablonec nad Nisou, Československo) je výtvarnice, věnující se malbě, fotografii a prostorovým objektům.

## Život
Vystudovala Střední umělecko-průmyslovou školu sklářskou v Železném Brodě (obor hutní tvarování skla) a v letech 1996–2003 pokračovala na Vysoké škole uměleckoprůmyslové v Praze v ateliéru sochařství Kurta Gebauera. V roce 2002 se zúčastnila stáže v ateliéru fresky Gustava Giuliettiho na Akademii umění ve Florencii.

## Samostatné výstavy
- 2015 Jitka Navratti: Fotoverze a levitující objekty. Galerie NoD, Praha.[2]
- 2014 Adaméva. Jezdecké středisko Zmrzlík, Praha.[2]
- 2012 Vertikální krajiny. Galerie Pop Art Café, Liberec.[2]
- 2010 Návraty. Galerie Adler, Brno.[2]
- 2009 Květy struktur. Dům Skleněná louka, Brno.[2]
- 2006 Prolínání. Jablonec nad Nisou.[2]
- 2001 Visiones. Bildwerk Frauenau, Frauenau, Německo.[2]

## Účast na sympoziích
- Mezinárodní sochařské sympozium 2015, Nečtiny.

## Dílo
- Anděl. 2015. Pískovec. Nečtiny.

## Galerie

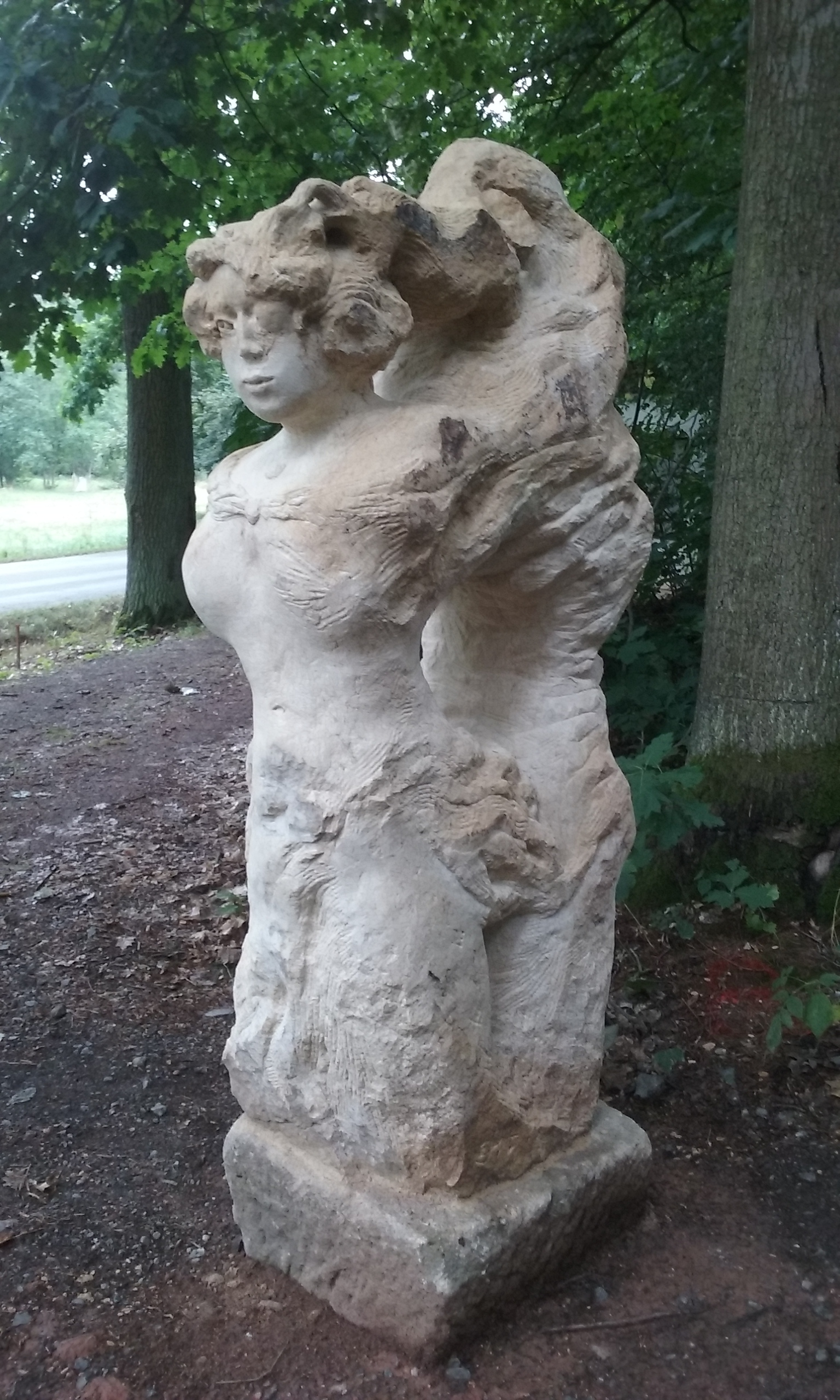
Anděl. 2015. Pískovec, Nečtiny.